# Ход (Южная Осетия)
Ход (осет. Ход, груз. ხოდი — Ходи) — село на западе Цхинвальского района Южной Осетии; согласно юрисдикции Грузии — в Горийском муниципалитете.

## География
Расположено к западу от Цхинвала и в 1,5 км к северо-западу от села Хетагурово.

## Население
Село населено этническими осетинами. В 1987 году — 80 человек.

## Топографические карты
- Лист карты K-38-64 Цхинвали. Масштаб: 1 : 100 000. Состояние местности на 1987 год. Издание 1989 г.